# Покау-Ленгефельд
Покау-Ленгефельд (нем. Pockau-Lengefeld) — город в немецкой федеральной земле Саксония. Административно подчинён району Рудные горы.
Покау-Ленгефельд появился в ходе коммунальной реформы 1 января 2014 года путём объединения прежде независимого города Ленгефельд с соседней общиной Покау. Городские права, как и герб, новое поселение переняло от Ленгефельда.
Коммуна состоит из 14 подрайонов:
- Вернсдорф
- Вюншендорф
- Гёрсдорф
- Калькверк
- Ленгефельд
- Липперсдорф
- Неннигмюле
- Оберфорверк
- Покау
- Райфланд
- Рауэнштайн
- Штольценхайн
- Форверк
- Форххайм

На конец 2015 года население Покау-Ленгефельда составляло 7853 человека.

### Достопримечательности и культура
- Замок Рауэнштайн
- значимый с историко-культурной точки зрения орган работы Захариаса Хильдебрандта (1726) в церкви Святого Креста
- масличная мельница в Покау — одна из немногих в Европе, где демонстрируется отжим льняного масла по технологиям XVII века
- старая известняковая шахта — технический музей под открытым небом (нем. Kalkwerk Lengefeld)